# Maria Inês Fonte
Maria Inês Fonte (* 1. Februar 2002) ist eine portugiesische Tennisspielerin.

## Karriere
Fonte begann im Alter von sechs Jahren mit dem Tennissport und spielt am liebsten auf Sandplätzen. Sie spielt hauptsächlich auf der ITF Women’s World Tennis Tour, wo sie aber bislang noch keinen Titel gewinnen konnte.
Seit 2019 spielt Fonte für die portugiesische Fed-Cup-Mannschaft; ihre Bilanz weist einen Sieg und sieben Niederlagen aus.